# Phosphatidylinositol
Un phosphatidylinositol est un phospholipide, constituant des membranes cellulaires. Il se trouve préférentiellement sur la face interne de la bicouche lipidique.
Cette molécule est composée d'un acide phosphatidique (deux acides gras estérifiant une molécule de glycérol, elle-même liée de façon covalente à un acide phosphorique) dont le groupement phosphate est associée à une molécule de myo-inositol, un polyol cyclique :

Structure générique d'un phosphatidylinositol.

Il est activé par deux molécules d'ATP (donnant deux molécules d'ADP) en phosphatidylinositol-4,5-bisphosphate. Par l'intermédiaire de la phospholipase C, il est clivé en diacylglycérol (DAG, qui active la protéine kinase C) et en inositol-1,4,5-trisphosphate (IP3 ; le premier phosphate provient du phospholipide) qui ouvre les canaux Ca2+ intracellulaires. Cette réaction libère de l'eau. La réponse de cette hydrolyse est l'activation d'enzymes, de messages hormonaux…
Il est fortement polaire avec une charge nette négative au pH physiologique. Il est abondant dans le système nerveux.